# Onychothemis culminicola
Onychothemis culminicola – gatunek ważki z rodziny ważkowatych (Libellulidae).